# Tongsuapusia
Tongsuapusia is een geslacht van weekdieren uit de klasse van de Gastropoda (slakken).

## Soorten
- Tongsuapusia duplex (Cernohorsky, 1982)
- Tongsuapusia tehuaorum Huang, 2015